# 羅斯希爾鎮區 (北卡羅萊納州杜普林縣)
羅斯希爾鎮區（英語：Rose Hill Township）是位於美國北卡羅萊納州杜普林縣的一個鎮區。

## 地方資料
羅斯希爾鎮區的面積為64.49平方千米，皆為陸地。根據2020年美國人口普查的數據，當地共有人口2940人，而人口密度為每平方千米45.59人。